# Bremer Schweiz

Karte der Bremer Schweiz, begrenzt im Süden durch die Lesum, im Westen durch die Wesermarsch, im Norden durch das Waldgebiet Düngel und im Osten durch die Lange Heide.

Die Bremer Schweiz ist eine hügelige Geestlandschaft im Norden Bremens und im angrenzenden Landkreis Osterholz und stellt den westlichen Teil der Osterholzer Geest dar.
Im Vergleich zum eher flachen Bremer Stadtgebiet und dem aus Marsch bzw. Moor bestehenden Bremer Umland erreicht die Bremer Schweiz Höhen bis 49 m ü. NHN.
Das Gebiet der Bremer Schweiz wird eingerahmt vom Wesernebenfluss Lesum im Süden, der Weser im Westen, der Marschregion Osterstade im Nordwesten, dem Waldgebiet Düngel im Norden (Linie Garlstedt-Meyenburg), der ehemaligen Bundesstraße 6 nach Bremerhaven (jetzt L135) im Osten und der sich dort anschließenden Langen Heide.
Die Bremer Schweiz teilt sich auf in Landschaftsschutzgebiete, Wiesen, Wälder, Heideflächen und Niederungen wie dem Ihletal und den Tälern der Schönebecker Aue, der Blumenthaler Aue und der Beckedorfer Beeke. Dazu gehört auch der Bockhorner Ton- und Lehmberg mit einer Binnendüne und den Golfplätzen „Bremer Schweiz“ und Garlstedt. Dort bietet die Landschaft Raum für Freizeitaktivitäten wie Wandern, Radfahren, Joggen, Golfen oder Reiten.